# Видинска духовна околия
Видинската духовна околия с център град Видин е част от Видинската епархия на Българската православна църква.

## Храмове
- „Рождество на Пресвета Богородица“, Гъмзово
- „Рождество на Пресвета Богородица“, Дунавци
- „Успение на Пресвета Богородица“, Арчар, построен в началото на 20 век
- „Успение на Пресвета Богородица“, Брегово, построен през 1855 г.
- „Успение на Пресвета Богородица“, Видин, построен през 2006 г.
- „Успение на Пресвета Богородица“, Ново село, построен през 1894 г.
- „Успение на Пресвета Богородица“, Сланотрън
- „Успение на Пресвета Богородица“, Ясен, построен през 1883 г.
- „Възнесение Господне“, Буковец
- „Възнесение Господне“, Винарово, построен през 1934 г.
- „Възнесение Господне“, Динковица
- „Възнесение Господне“, Извор
- „Възнесение Господне“, Каленик
- „Възнесение Господне“, Косово
- „Възнесение Господне“, Куделин, построен през 1762 г.
- „Възнесение Господне“, Слана бара
- „Възнесение Господне“, Флорентин, построен през 1882 г.
- „Св. вмчк. Георги“, Антимово, построен през 1860 г.
- „Св. вмчк. Георги“, Балей, построен през 1907 г.
- „Св. вмчк. Георги“, Делейна
- „Св. вмчк. Георги“, Новоселци (строеж)
- „Св. Димитър“, Буковец
- „Свети Димитър“, Видин, построен в периода от 1885 г. до 1926 г.
- „Св. Димитър“, Гъмзово, построен през 1930 г.
- „Св. пр. Илия“, Градец
- „Св. пр. Илия“, крайпътен комплекс „Фанти Г“
- „Св. св. Константин и Елена“, Жеглица (в строеж)
- „Св. св. Константин и Елена“, Синаговци
- „Св. Никола“, Ново село, построен през 1825 г.
- „Свети Николай“, Връв
- „Св. Николай Чудотворец“, Видин, построен през 1926 г.
- „Свети Пантелеймон“, Видин, построена през 17 век
- „Св. Петка“, Акациево, построен 2010 г.
- „Света Петка“, Видин, построен през 1634 г.
- „Св. св. Петър и Павел“, Гомотарци, построен през 1910 г.
- „Св. св. Петър и Павел“, Дружба
- „Св. св. Петър и Павел“, Кутово, построен през 1873 г.
- „Св. св. Петър и Павел“, Майор Узуново
- „Св. вмчк. Прокопий“, Бела Рада
- „Св. Теодор Тирон“, Видин, построен 1886 г.
- „Св. Троица“, Иново
- „Св. Троица“, Капитановци
- „Св. Троица“, Кошава, построен през 1860 г.
- „Св. Троица“, Неговановци, построен през 1923 г.
- „Св. Троица“, Покрайна, построен през 1884 г.
- „Св. Троица“, Ракитница
- „Св. Троица“, Тияновци

## Манастири
- Изворски манастир "Успение Богородично", село Извор, действащ, девически, 13 век

## Галерия
- Катедрален храм Свети Димитър във Видин
- Свети Николай Чудотворец във Видин
- Свети Никола в Ново село
- Успение на Пресвета Богородица в Ново село
- Възнесение Господне в Куделин
- Св. св. Константин и Елена в Димово
- Рождество на Пресвета Богородица в Дунавци
- Успение на Пресвета Богородица в Брегово
- Свети Георги в Делейна
- Света Троица в Неговановци
- Света Троица в Ракитница
- Възнесение Господне във Флорентин
- Успение на Пресвета Богородица в Ясен
- Свети Пророк Илия в Градец
- Света Троица в Капитановци
- Свети Георги в Антимово
- Св. Апостоли Петър и Павел в Гомотарци
- Успение на Пресвета Богородица в Сланотрън
- Свети Димитър в Гъмзово
- Възнесение Господне във Винарово
- Света Троица в Тияновци
- Св. св. Константин и Елена в Синаговци
- Свети Апостоли Петър и Павел в Дружба
- Свети Георги в Балей
- Св. св. Апостоли Петър и Павел в Кутово
- Свети Никола във Връв
- Рождество Богородично в Гъмзово
- Свети Апостоли Петър и Павел в Майор Узуново
- Света Троица в Кошава
- Възнесение Господне в Динковица
- Възнесение Господне в Косово
- Света Троица в Покрайна
- Света Троица в Иново
- Света Петка в Акациево